# Persuasion (téléfilm, 1995)
Pour les articles homonymes, voir Persuasion (homonymie).
Pour plus de détails, voir Fiche technique et Distribution.
Persuasion est un téléfilm britannico-américano-français réalisé par Roger Michell et diffusé en 1995.
Le film a commencé sa carrière en tant que téléfilm au Royaume-Uni mais il est également sorti en tant que film dans les salles de plusieurs pays dont les États-Unis, l'Australie, les Pays-Bas.

## Synopsis
Persuasion est l'adaptation du roman éponyme de Jane Austen, publié à titre posthume en 1818, qui raconte l'histoire d’Anne Elliot et du capitaine Wentworth.
Ne pouvant plus faire face à ses dettes, Sir Elliot se voit contraint de louer son domaine, Kellynch Hall, à l'amiral Croft. Il part à Bath avec sa fille aînée, Elizabeth, pour y mener grand train à moins de frais. Anne reste à Uppercross, chez sa plus jeune sœur, Mary, égoïste et hypocondriaque, mariée à Charles Musgrove. Mais elle appréhende la venue imminente du frère de Mrs Croft, le capitaine Wentworth, son amour de jeunesse, auquel elle s'est laissé persuader de renoncer huit ans plus tôt par son amie Lady Russell.
Elle ne l'a pas oublié mais voit avec tristesse qu'il l'évite : il ne lui a donc pas pardonné ; il semble séduit par les deux jeunes sœurs de Charles Musgrove, en particulier la vive et volontaire Louisa.

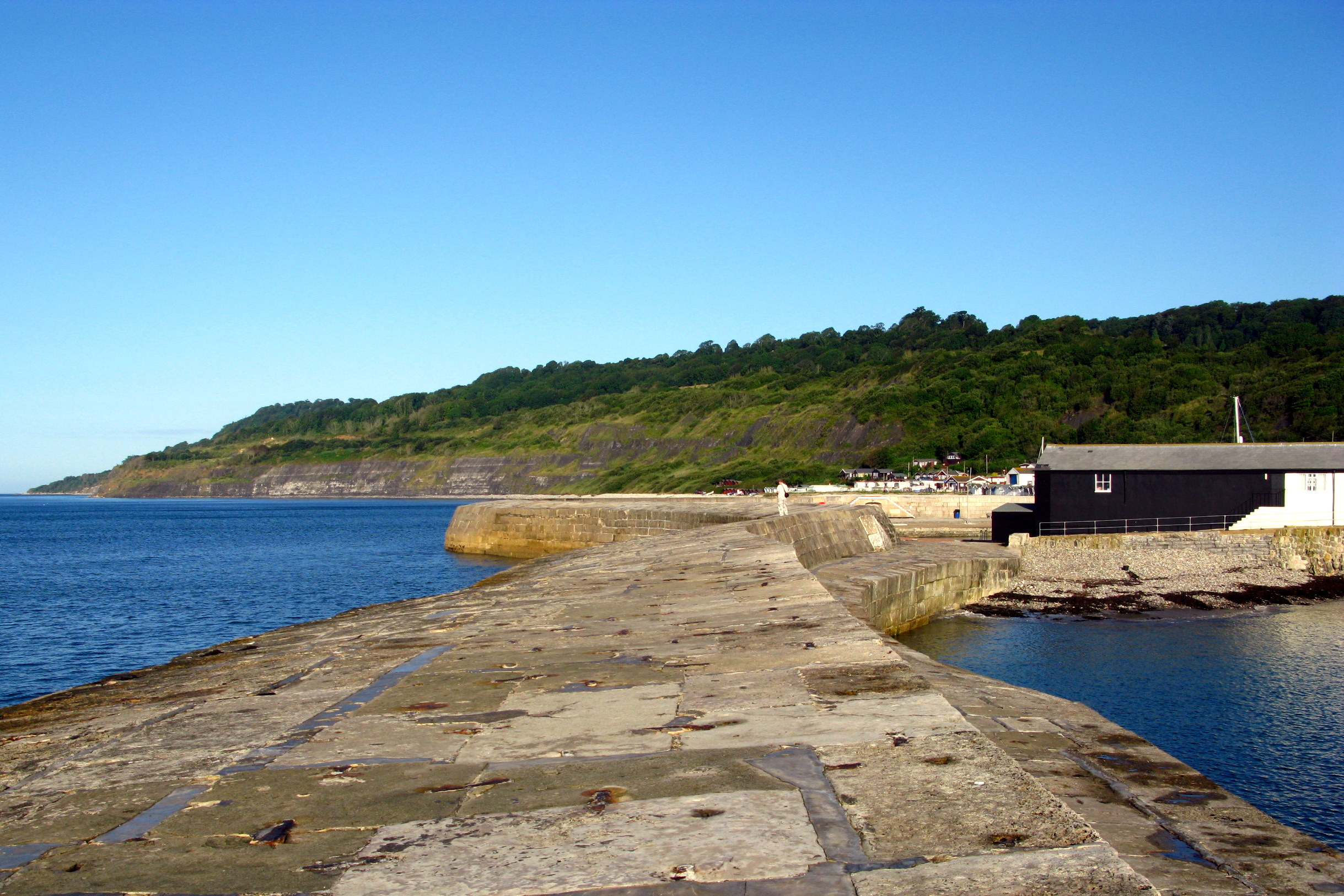
Le Cobb à Lyme Regis.

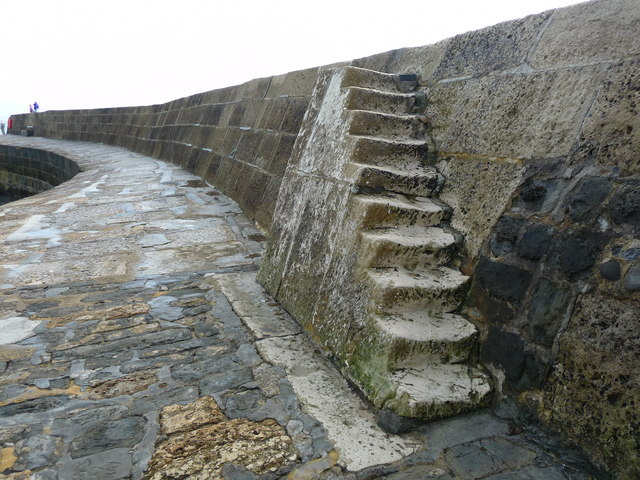
L'escalier d'où tombe et se blesse Louisa.

Au cours d'une sortie amicale à Lyme Regis, Louisa, malgré les mises en gardes, se montre imprudente sur le Cobb et se blesse gravement tandis qu'Anne révèle ses qualités de sang-froid et de présence d'esprit. Il réalise alors qu'elle seule compte vraiment pour lui, mais que peut-il faire, alors que tout le monde est persuadé qu'il est engagé avec Louisa et qu'Anne, de son côté, est courtisée par son cousin, un jeune et riche veuf, le futur héritier de Kellynch Hall ?
C'est à Bath, après une succession de rebondissements qui mettent la patience d'Anne à rude épreuve, que la situation se dénoue finalement pour elle et Frederick, alors que l'attention des badauds se concentre sur la joyeuse parade d'un cirque.

## Fiche technique
- Titre : Persuasion
- Réalisation :Roger Michell
- Scénario : Nick Dear d'après le roman de Jane Austen
- Photographie : John Daly
- Montage : Kate Evans
- Musique : Jeremy Sams
- Décors : William Dudley
- Costumes : Alexandra Byrne
- Sociétés de production :BBC Films
 Millésime Productions
 WGBH
 France 2
- Pays :  Royaume-Uni,  France,  États-Unis
- Langue : Anglais
- Durée : 107 minutes
- Dates de sortie et diffusion télévisée : 
 16 avril 1995 diffusion TV
  27 septembre 1995 sortie en salle 
  23 novembre 1996 sur France 2

## Distribution
- Amanda Root (VF : Virginie Méry) : Anne Elliot
- Ciarán Hinds : capitaine Frederick Wentworth
- Susan Fleetwood (VF : Danièle Hazan) : Lady Russell
- Corin Redgrave : Sir Walter Elliot
- Phoebe Nicholls : Elizabeth Elliot
- Felicity Dean : Mrs. Clay
- Samuel West (VF : Mark Lesser) : Mr. Elliot
- Fiona Shaw : Mrs. Croft
- John Woodvine (en) : amiral Croft
- Sophie Thompson : Mary Musgrove
- Simon Russell Beale : Charles Musgrove
- Emma Roberts : Louisa Musgrove
- Victoria Hamilton (VF : Julie Turin) : Henrietta Musgrove
- Judy Cornwell : Mrs. Musgrove
- Roger Hammond : Mr. Musgrove
- Robert Glenister : capitaine Harville
- Richard McCabe (VF : Vincent Grass) : capitaine Benwick

## Lieux de tournage

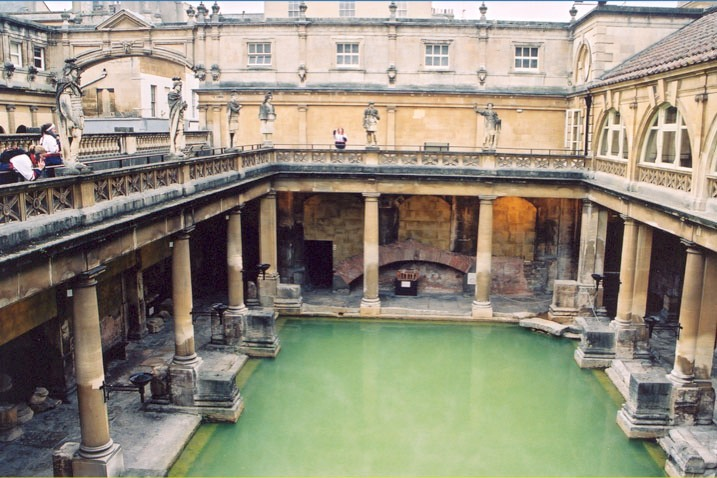
Bath, les bains romains

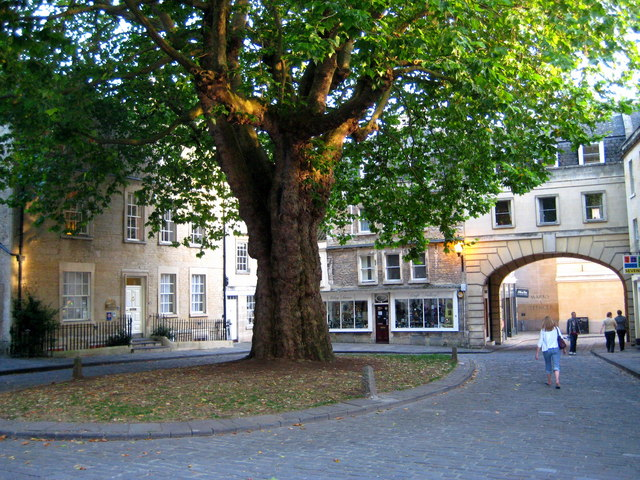
Bath, Abbey Green

- Gloucestershire, Angleterre, Royaume-Uni
  - Barnsley Park, Barnsley, Gloucestershire : Kellynch Hall
- Wiltshire, Angleterre, Royaume-Uni
  - Sheldon Manor, Chippenham, Wiltshire : Uppercross, la Grande Maison

- Lyme Regis, Dorset, Angleterre, Royaume-Uni : la chute de Louisa sur le Cobb
  - Ozone Terrace, Lyme Regis
- Portsmouth, Hampshire

- Somerset, Angleterre, Royaume-Uni
  - Bath, Somerset
    - Abbey Green, Bath : où l'admiral Croft annonce à Anne les fiançailles de Louisa et du capitaine Benwick
    - Assembly Rooms : scène du concert
    - Pump Room, les bains romains,
    - Bath Street (Rue des bains) : scène du baiser

## Différences avec le roman
Le film est dans l'ensemble très fidèle au roman de Jane Austen, dans la lettre sinon toujours dans le ton, et fait apparaître peu d'écart par rapport à sa source, sauf vers la fin, où plusieurs importantes différences apparaissent.
- Le film commence par une scène maritime, montrant la fin de la guerre avec la France, là où le roman présente tout d'abord Sir Walter Ellot et sa famille.

- La fiancée du capitaine Benwick s'appelle ici Phoebe et non Fanny Harville, comme dans le roman. Or Fanny est le diminutif de Frances, pas de Phoebe.

- La scène au cours de laquelle Mrs Smith révèle à Anne Elliot toute la turpitude de Mr Elliot est ici précédée d'une autre au cours de laquelle le capitaine Wentworth délivre à Anne un message de l'amiral Croft, lui demandant si elle et Mr Elliot comptent demeurer à Kellynch après leur mariage, considéré comme acquis. L'amiral tient à leur assurer que, dans cette éventualité, lui et sa femme quitteraient promptement les lieux, en considérant leur bail comme résilié. Le capitaine Wentworth fait donc part à Anne des intentions de l'amiral, en la priant de confirmer ses fiançailles[1]. Or cette scène rajoutée est directement tirée de la première version du roman, selon la fin prévue par Jane Austen à la date du 18 juillet 1816[2], mais qu'elle a préféré réécrire, car elle ne la satisfaisait pas. Cependant, dans le film, Anne n'a pas le temps de donner une réponse à Frederick Wentworth, car ils sont interrompus par Lady Russell.

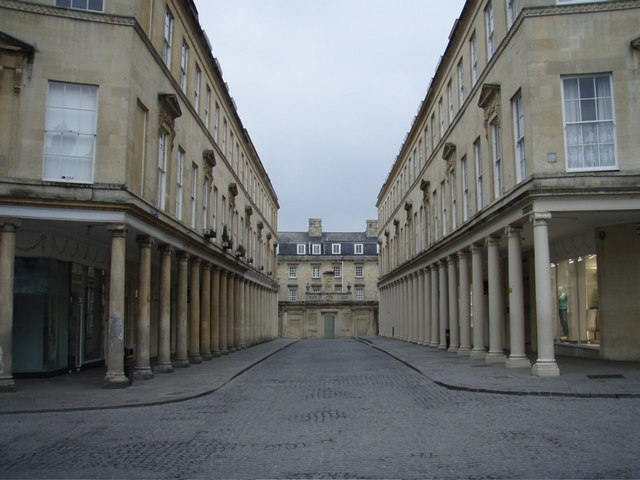
Bath Street (Rue des bains), où Frederick et Anne s'isolent de la foule, après le passage de la parade du cirque.

- Mrs Rooke, l'infirmière de Mrs Smith, est ensuite présente lors des explications données par celle-ci sur Mr Elliot ; celui-ci n'apparaît d'ailleurs plus comme riche (à la suite de son premier mariage) et désormais désireux d'être titré, en bloquant les visées de Mrs Clay sur Sir Walter. Dans le film, il veut au contraire renflouer sa situation financière, gravement compromise par ses dépenses inconsidérées - ce qui est bien loin du caractère calculateur et froidement réaliste que lui attribue Jane Austen.

- La fin définitive achevée par l'auteur le 6 août 1816 est ensuite reprise dans le film. Mais c'est un sablier que Frederick laisse tomber, et non sa plume[1], et son parapluie qu'il revient chercher au White Hart et non ses gants.
- Anne, après avoir lu sa lettre, quitte l'auberge en courant et le rejoint dans une rue très animée où se déploie la parade d'un cirque, ce qui, pour le professeur de littérature Nora Stovel, évoque plus un film de Fellini qu'un roman de Jane Austen, et « cette impression de carnaval pousse Frederick et Anne à s'embrasser en pleine rue, d'une façon qui aurait paru particulièrement inconvenante à Jane Austen »[3].
- Puis, tout à fait à la fin du film, au cours de la soirée à Camden Place, le capitaine Wentworth interrompt assez impoliment la partie de cartes de Sir Walter Elliot pour lui demander la main de sa fille, devant tous les invités présents[4], provoquant le dépit d'Elizabeth Elliot (qui espérait l'épouser) et de Mr Elliot (qui venait de demander sa main à Anne).

- Au cours de cette même soirée, on apprend également que Napoléon vient de quitter l'île d'Elbe, et que la guerre contre la France va reprendre. La toute dernière image montre le capitaine Wentworth sur la dunette de son navire, scrutant l'horizon de sa longue-vue, souriant, avec Anne Wentworth à son côté, un plan qui semble emprunté aux Révoltés du Bounty[1].

### Source primaire
- (en) Jane Austen, Persuasion, Forgotten Books, 2008 (première édition en 1818) (ISBN 978-1-60620-820-5, lire en ligne)

### Sources secondaires
- (en) Jane Austen et Gillian Beer (annotations), Persuasion, Londres, Penguin Classics, 2003, 250 p., poche (ISBN 978-0-14-143968-6, LCCN 2003269842)
- (en) Gina Macdonald et Andrew Macdonald, Jane Austen on Screen, Cambridge, Cambridge Univ. Press, 2003, 1re éd., 284 p., illustré (ISBN 978-0-521-79728-3, lire en ligne)